# Elinor Glyn
Pour les articles homonymes, voir Glyn.
Elinor Glyn, née le 17 octobre 1864 à Jersey (Îles Anglo-Normandes) et morte le 23 septembre 1943 à Londres, est une écrivaine, scénariste, productrice, réalisatrice et actrice britannique.

## Biographie

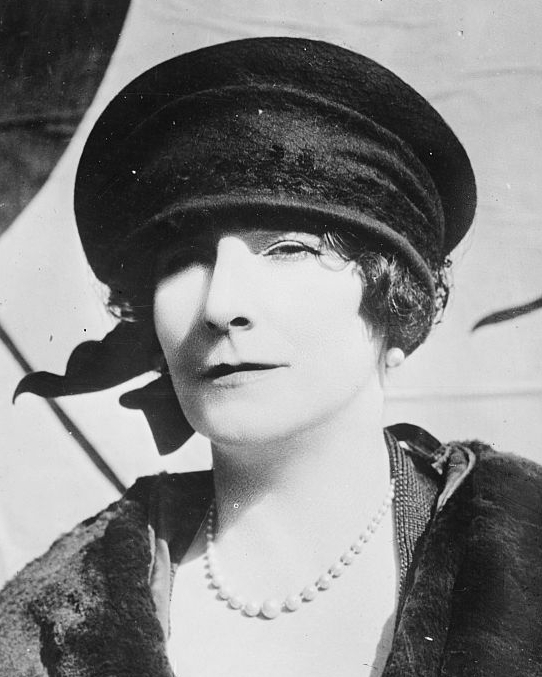
Elinor Glyn.

## Œuvres
- (en) The Visits of Elizabeth, 1900Inédit en France
- (en) The Reflections of Ambrosine, 1902Inédit en France
- Candide Evangéline, J'ai lu, 1981 ((en) The Vicissitudes of Evangeline, 1905)
- (en) Beyond the Rocks, 1906Inédit en France
- Trois semaines, traduction de J. et M. Petite, Librairie universelle, 1909 ((en) Three Weeks, 1907)
- (en) Elizabeth Visits America, 1909Inédit en France
- Farouche Tamara, J'ai lu, 1981 ((en) His Hour, 1910)
- Inaccessible Zara, J'ai lu, 1981 ((en) The Reason Why, 1911)
- (en) Halcyone, 1912Inédit en France
- (en) The Contrast, 1913Inédit en France
- (en) The Sequence, 1913Inédit en France
- (en) The Man and the Moment, 1915Inédit en France
- (en) The Career of Katherine Bush, 1917Inédit en France
- Ardente Amaryllis, J'ai lu, 1981 ((en) The Price of Things, 1919)
- Mystérieuse Alathéa, J'ai lu, 1981 ((en) Man and Maid, 1922)
- Sauvage Kamala, J'ai lu, 1981 ((en) The Great Moment, 1923)
- (en) Six Days, 1924Inédit en France
- (en) Love's Blindness, 1926Inédit en France
- (en) It, 1927Inédit en France
- (en) The Flirt and the FlapperInédit en France
- (en) Love's Hour, 1932Inédit en France
- (en) Glorious Flames, 1932Inédit en France
- (en) Saint or Satyr, 1933Inédit en France
- (en) Sooner or Later, 1933Inédit en France
- (en) Did She, 1934Inédit en France
- (en) The Third Eye, 1940Inédit en France

## Filmographie

### Comme scénariste
- 1924 : Son heure (His Hour), de King Vidor
- 1926 : The Only Thing de Jack Conway
- 1927 : Ritzy réalisé par Richard Rosson
- 1927 : Le Coup de foudre (It)  de Clarence G. Badger
- 1930 : The Price of Things
- 1918 : The Reason Why
- 1926 : Love's Blindness

### Comme productrice
- 1927 : Le Coup de foudre (It) de Clarence G. Badger
- 1930 : Knowing Men

### Comme réalisatrice
- 1930 : Knowing Men
- 1930 : The Price of Things

### Comme actrice
- 1921 : Le Cœur nous trompe (The Affairs of Anatol) de Cecil B. DeMille : joueuse de bridge
- 1927 : Le Coup de foudre (It)  de Clarence G. Badger : elle-même
- 1927 : Life in Hollywood No. 7
- 1928 : Mirages (Show People) de King Vidor : elle-même (non créditée au générique)

## Adaptations de son œuvre au cinéma
- 1924 : Amours de Reine (Three Weeks) par Alan Crosland
- 1924 : How to Educate a Wife par Monta Bell
- 1930 : Such Men Are Dangerous par Kenneth Hawks

## Postérité

### Au cinéma
Jean Smart incarne le personnage Elinor St. John, directement inspiré d'elle Babylon de Damien Chazelle, sorti en 2022. 